# Victorium (скульптура)

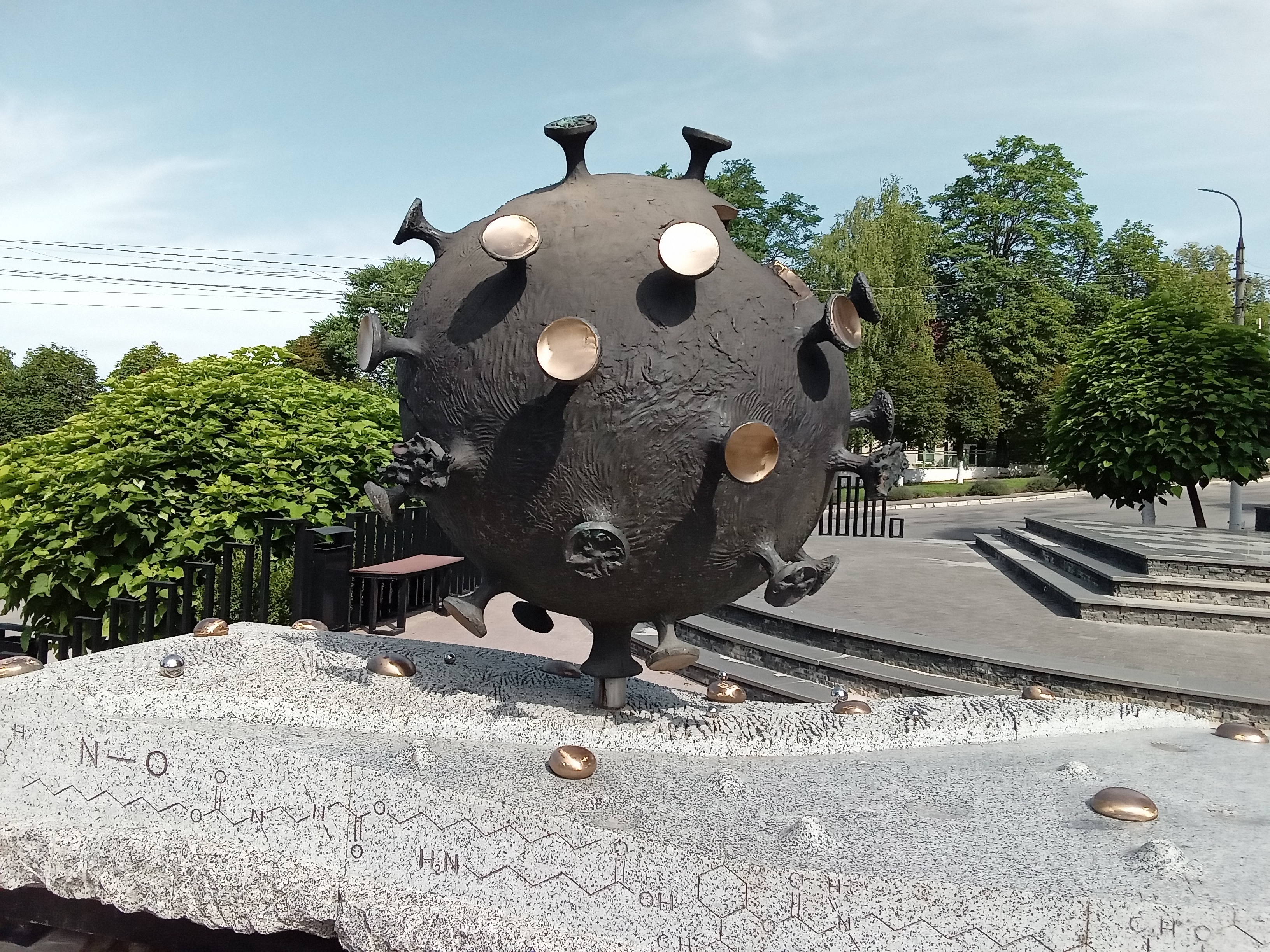
Ракурс композиції з боку

Victorium, також Victoria — архітектурно-скульптурна композиція, встановлена у Городку Хмельницької області. Символізує перемогу людства над вірусом завдяки науці й фармації. Встановлена 2022 року біля Городоцького краєзнавчого музею на вулиці Шевченка.

## Історія
Ідея встановлення композиції належить Миколі та Галині Гуменюкам — засновникам фармацевтичної компанії «Юрія-Фарм». Її реалізація тривала з серпня 2021 до вересня 2022 року. Відкриття відбулося 18 вересня 2022 року, на День міста Городка.

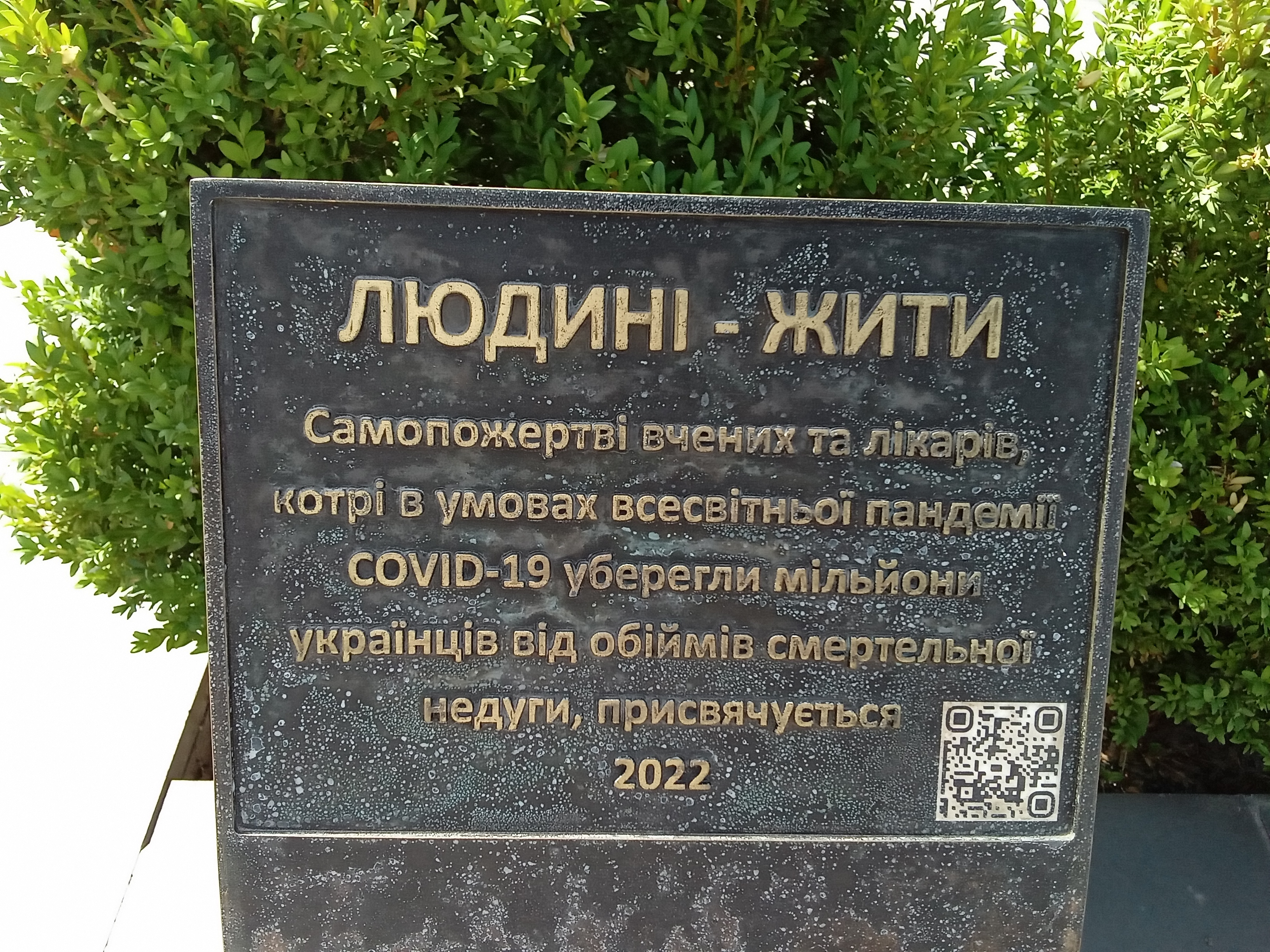
Табличка з написом

Автором архітектурного проєкту виступив Микола Ліфіренко, співавтором — скульптор Валентин Дановський. У роботі над композицією враховувалися знання з біології, хімії, медицини та архітектури.

## Опис композиції

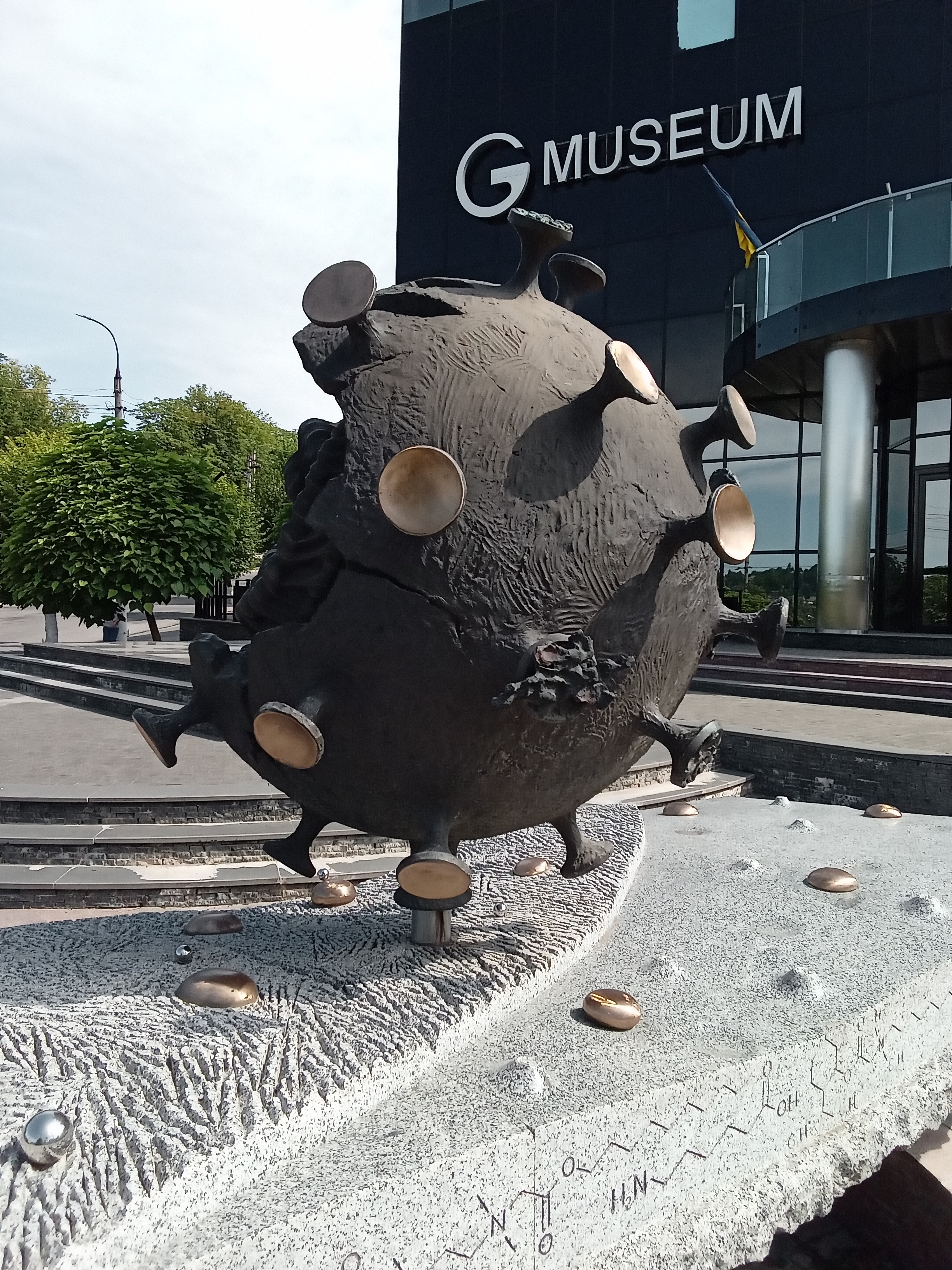
Вигляд скульптури справа на фоні музею

Скульптура зображує побитий і пошматований вірус, на який впливають ліки та вакцини. У композиції відтворено всі ключові етапи взаємодії вірусу з людським організмом:
- проникнення в клітину,
- циркуляція у крові,
- протидія реплікації вірусу.

На кам'яному постаменті висічено хімічні формули сучасних фармакологічних розробок, які стали основою у боротьбі з вірусом. Залишено місце й для майбутніх наукових відкриттів.
За задумом авторів, скульптура символізує момент перемоги науки над хворобою, увічнюючи внесок дослідників і лікарів.
Скульптура розміщена на вулиці Шевченка, поруч з будівлею краєзнавчого музею, в центральній частині міста Городок.